# Мальвіна Копрон
Мальвіна Копрон (пол. Malwina Kopron) — польська легкоатлетка, метальниця молота, призерка чемпіонатів світу.
У 2017 на чемпіонаті світу виборола бронзову медаль. Володіє поточним молодіжним рекордом Польщі в метанні молота — 72,74 (2016 рік).

## Виступи на основних міжнародних змаганнях
| Рік                | Змагання                           | Місце проведення         | Місце              | Дисципліна         | Результат          | Примітки           |
| Представник Польща | Представник Польща                 | Представник Польща       | Представник Польща | Представник Польща | Представник Польща | Представник Польща |
| ------------------ | ---------------------------------- | ------------------------ | ------------------ | ------------------ | ------------------ | ------------------ |
| 2011               | Чемпіонат світу серед юнаків       | Лілль, Франція           | 2                  | метання молота     | 57.03 м            |                    |
| 2012               | Чемпіонат світу серед юніорів      | Барселона, Іспанія       | —                  | метання молота     | NM                 |                    |
| 2013               | Чемпіонат Європи серед юніорів     | Рієті, Італія            | 4                  | метання молота     | 63.13 м            |                    |
| 2014               | Кубок Європи з метань              | Лейрія, Португалія       | 1                  | метання молота     | 69.30 м            |                    |
| 2015               | Кубок Європи з метань              | Лейрія, Португалія       | 4                  | метання молота     | 68.55 м            |                    |
| 2015               | Чемпіонат Європи серед молоді      | Таллінн, Естонія         | 3                  | метання молота     | 68.57 м            |                    |
| 2015               | Чемпіонат світу                    | Пекін                    | 14 (кв.)           | метання молота     | 69.53 м            |                    |
| 2016               | Чемпіонат Європи                   | Амстердам, Нідерланди    | 6                  | метання молота     | 70.91 м            |                    |
| 2016               | Олімпійські ігри                   | Ріо-де-Жанейро, Бразилія | 15 (кв.)           | метання молота     | 69.69 м            |                    |
| 2017               | Командний чемпіонат Європи         | Лілль, Франція           | 2                  | метання молота     | 73.06 м            |                    |
| 2017               | Чемпіонат світу                    | Лондон, Велика Британія  | 3                  | метання молота     | 74.76 м            |                    |
| 2017               | Універсіада                        | Тайбей, Тайвань          | 1                  | метання молота     | 76.85 м            |                    |
| 2018               | Кубок Європи з метань              | Лейрія, Португалія       | 3                  | метання молота     | 69.54 м            |                    |
| 2018               | Чемпіонат Європи                   | Берлін, Німеччина        | 4                  | метання молота     | 72.20 м            |                    |
| 2019               | Універсіада                        | Неаполь, Італія          | 2                  | метання молота     | 70.89 м            |                    |
| 2019               | Чемпіонат світу                    | Доха, Катар              | 13 (кв.)           | метання молота     | 70.46 м            |                    |
| 2019               | Всесвітні ігри військовослужбовців | Ухань, Китай             | 3                  | метання молота     | 67.12 м            |                    |
| 2021               | Кубок Європи з метань              | Спліт, Хорватія          | 1                  | метання молота     | 72.82 м            |                    |
| 2021               | Командний чемпіонат Європи         | Хожув, Польща            | 2                  | метання молота     | 73.18 м            |                    |
| 2021               | Олімпійські ігри                   | Токіо, Японія            | 3                  | метання молота     | 75.49 м            |                    |
| 2022               | Чемпіонат світу                    | Юджин, США               | 15 (кв.)           | метання молота     | 70.50 м            |                    |